# Fahim (film)
Pour les articles homonymes, voir Fahim.
Pour plus de détails, voir Fiche technique et Distribution.
Fahim est un film français réalisé par Pierre-François Martin-Laval, sorti en 2019. Il s'agit d'un film biographique sur le joueur d'échecs franco-bengladais Fahim Mohammad.

## Synopsis
Le jeune Fahim et son père quittent leur pays natal, le Bangladesh, laissant sur place le reste de la famille. Sur le sol français, leur demande d'asile politique n'aboutit pas, et ils se retrouvent en situation irrégulière. Fahim, déjà jeune champion d'échecs dans son pays, pousse les portes du club de Créteil, et fait la rencontre de Sylvain, un entraîneur d'échecs (personnage inspiré par le maître FIDE Xavier Parmentier). Surmontant un premier contact difficile, et maintenant accompagné par Sylvain, Fahim se qualifie pour le championnat de France des jeunes. Fahim ne le sait pas encore mais cette compétition va permettre à son père d'échapper à l'expulsion et de régulariser leur situation administrative.

## Fiche technique
Sauf indication contraire, les informations mentionnées dans cette section peuvent être confirmées par la base de données cinématographiques IMDb,  présente dans la section « Liens externes ».
- Titre original : Fahim
- Réalisation : Pierre-François Martin-Laval
- Scénario : Pierre-François Martin-Laval, Philippe Elno et Thibault Vanhulle, d'après le livre autobiographique Un Roi clandestin de Fahim Mohammad, Sophie Le Callennec et Xavier Parmentier[1]
- Directeur de la Photographie : Regis Blondeau
- Décors : Franck Schwarz
- Costumes : Marielle Cholet-Ganne
- Montage : Reynald Bertrand
- Musique : Pascal Lengagne
- Production : Patrick Godeau
- Sociétés de production : Waiting for Cinéma ; coproduit par Wild Bunch, France 3 Cinéma, Delta cinéma, CN8 Productions, Fruits d'Hommes Productions et Alicéleo ; en association avec les SOFICA LBPI 12 et Manon 9
- Sociétés de distribution : Wild Bunch (France)
- Budget : n/a
- Pays d'origine :  France
- Langue originale : français
- Format : couleur
- Genre : comédie dramatique, biographie
- Durée : 107 minutes[2]
- Dates de sortie :
  - France : 23 août 2019 (FFA 2019)[2] - 16 octobre 2019 (en salles)

## Distribution
- Assad Ahmed : Fahim
- Gérard Depardieu : Sylvain
- Isabelle Nanty : Mathilde
- Pierre-François Martin-Laval : Peroni
- Didier Flamand : Fressin
- Pierre Gommé : Eliot
- Emmanuel Ménard : le Premier ministre
- Lola Zidi-Rénier
- Lila Guennas : Sana
- Axel Keravec : Dufard

## Production
Le film est annoncé en avril 2018,. Le tournage débute en août 2018. Il a lieu à Paris et en Île-de-France, notamment à Suresnes (Hauts-de-Seine) et Aubervilliers et Saint-Ouen-sur-Seine (Seine-Saint-Denis),,.

## Critiques
Le film est globalement apprécié des critiques de presse il reçoit une moyenne de 3,4/5 sur Allociné.
Le Parisien a beaucoup aimé le film, il dit que « cette histoire pleine de suspense et ultra-émouvante est ponctuée par les touches d'humour distillées par le duo Isabelle Nanty-Gérard Depardieu, formidable de tendresse et de drôlerie. »
Le Figaro aime le film dans son ensemble mais sans plus : « L'histoire, inspirée d'Un roi clandestin, un livre autobiographique, de Fahim Mohammad, Sophie Le Callennec et Xavier Parmentier, est riche en bons sentiments et sans surprise. »